# Heinrich Paxmann
Heinrich Paxmann, także: Baxmann (ur. 1531 w Großburgwedel, zm. 11 lipca 1580 we Frankfurcie nad Odrą) – niemiecki lekarz, etnolog i uczony; profesor w Helmstedt, Wittenberdze i na Uniwersytecie Viadrina we Frankfurcie nad Odrą.

## Dzieła
- De partibus humani corporis et de methodo, Wittenberg 1556.
- De philosophia subiecto et 6ne, Wittenberg 1556.
- De febri non intermittente, Wittenberg 1557.
- Oratio de Ernesto Duce Brunsuicensi. Wittenberg 1557.